# کیم کوانگ-هیون
کیم کوانگ-هیون (انگلیسی: Kim Kwang-hyun؛ زادهٔ ۲۲ ژوئیهٔ ۱۹۸۸) بازیکن بیس‌بال اهل کره جنوبی است.